# Nový Šaldorf-Sedlešovice
Nový Šaldorf-Sedlešovice é uma comuna checa localizada na região de Morávia do Sul, distrito de Znojmo.